# Метод заводнення

Заводнення покладів: а — законтурне; б — приконтурне; в — з розрізанням на окремі площі; г — блокове; ґ– осьове; д — кільцеве; е — центральне; є — осередкове

Метод заводнення (рос. метод заводнения; англ. water flooding method, нім. Injektionsmethode f) — нагнітання в нафтовий пласт води або водного розчину його чи іншого хімічного реагента (для покращання миючих і витіснювальних властивостей води) з метою перетворення малоефективного природного режиму покладу в штучний водонапірний з метою витіснення нафти і підтримування пластового тиску, який застосовується в різних видах (законтурне, приконтурне тощо) з використанням звичайної води або води з додатком хімічних реагентів.